# Mechtilde Neuens
Mechtilde Neuens (24 mei 1957) is een Belgisch Duitstalig politica voor de socialistische SP.

## Biografie
In 1977 studeerde Neuens af als vertaalster aan het ISTI, de tolk- en vertaalopleiding van de Haute École Francisco Ferrer en nadien werkte ze van 1978 tot aan haar pensioen in 2020 als fiscaal ambtenaar en dienstleider op de Federale Overheidsdienst Financiën.
Na haar pensioen werd Neuens actief in de Permanente Burgerdialoog van de Duitstalige Gemeenschap, waarbij burgers betrokken worden bij de behandeling van bepaalde onderwerpen door het parlement en de regering en aanbevelingen kunnen doen voor het beleid. Van maart tot september 2020 was ze lid van het burgerpanel over medische zorg, van oktober 2020 tot oktober 2021 lid van de tweede burgerraad, die de werkzaamheden van het burgerpanel over inclusief onderwijs organiseerde, van oktober 2021 tot juni 2022 voorzitter van derde burgerraad verbonden aan het burgerpanel voor wonen, van juni 2022 tot maart 2023 lid van de vierde burgerraad verbonden aan het burgerpanel over digitale vaardigheden en van maart tot november 2023 lid van de vijfde burgerraad verbonden aan het burgerpanel voor integratie van migranten. 
In december 2023 werd Neuens politiek actief voor de partij SP, waarvoor ze kandideerde bij de Duitstalige Gemeenschapsverkiezingen van juni 2024. Ze werd verkozen en zetelt sindsdien in het Parlement van de Duitstalige Gemeenschap.